# Hardcore (1979)
Hardcore é um filme de drama estadunidense de 1979 escrito e dirigido por Paul Schrader e estrelado por George C. Scott, Peter Boyle e Season Hubley. A história diz respeito a uma busca de um pai por sua filha, que desapareceu apenas para aparecer em um filme pornográfico. O roteirista e diretor Schrader já havia escrito o roteiro de Martin Scorsese Taxi Driver, e ambos os filmes têm um tema de explorar uma subcultura invisível.

## Elenco
- George C. Scott – Jake VanDorn
- Peter Boyle – Andy Mast
- Season Hubley – Niki
- Dick Sargent – Wes DeJong
- Leonard Gaines – Ramada
- Dave Nichols – Kurt (como David Nichols)
- Gary Graham – Tod (como Gary Rand Graham)
- Larry Block – Detetive Burrows
- Marc Alaimo – Ratan
- Leslie Ackerman – Felice
- Charlotte McGinnis – Beatrice (como Charlotte McGinnes)
- Ilah Davis – Kristen VanDorn
- Paul Marin – Joe VanDorn
- Will Walker – Jism Jim
- Hal Williams – Big Dick Blaque

## Recepção
Hardcore recebeu críticas em sua maioria positivas, com uma classificação fresco 84% no Rotten Tomatoes. Apesar de argumentar sobre os lapsos de clímax em clichês de filmes de ação, Roger Ebert, no entanto, deu ao filme uma revisão de quatro em quatro estrelas por seus "momentos de pura revelação", particularmente nas cenas entre Scott e Hubley.

## Premiações
- Festival Internacional de Berlim (nomeado)
- Urso de Ouro: Paul Schrader